# جاكسون إل. مورو
جاكسون إل. مورو (بالإنجليزية: Jackson L. Morrow)‏ هو سياسي أمريكي، ولد في 18 أكتوبر 1827 في كنتاكي في الولايات المتحدة، وتوفي في 22 سبتمبر 1899 في هيبنر في الولايات المتحدة. نشط حزبياً في الحزب الديمقراطي. وقد انتخب عضو مجلس نواب أوريغون ‏.